# Benoît Poelvoorde
Benoît Poelvoorde (Namen, 22 september 1964) is een Belgische franstalige filmacteur. Hij speelt vooral in komische films, die in Wallonië en Frankrijk spelen.

## Levensloop
Hij raakte op zeventienjarige leeftijd in de ban van het theater, in zijn toneelspel viel hij op door zijn a-typische vertolkingen. Bestemd voor een carrière als tekenaar, blonk hij ook uit in de fotografie. Gedurende zijn studies sloot hij vriendschap met Rémy Belvaux en André Bonzel, met wie hij de kortfilm Pas de C4 pour Daniel-Daniel tot stand bracht.
Vier jaar later, in 1992, keerde het trio terug met een meesterstuk, de speelfilm C'est arrivé près de chez vous. Poelvoorde was co-regisseur en speelde zelf de hoofdrol. Deze cynische en 'film noir', met weinig middelen gemaakt, werd snel een opzienbarend succes waardoor deze al snel een cultfilm werd.
In 1995 maakte hij zijn optreden in de videoclip van het nummer TV Song van de Belgische band Moondog Jr.
Vervolgens trad Poelvoorde in het theater op, waar hij in Modèle déposé van Bruno Belvaux, broer van Rémy, speelde.
Daarna ging hij voor de tv werken met twee humoristische projecten: Jamais au grand jamais, een sketchserie, uitgezonden in 1996, en het vermaarde Carnets de monsieur Manatane.
Tussen 1997 en 2004 speelde hij in een reeks films en kreeg hij succes bij het grote publiek dankzij zijn twee rollen in Le Boulet en Podium. In 2002 werd Poelvoorde de Jean Gabinprijs toegekend. In 2004 was hij lid van de jury van het filmfestival van Cannes, voorgezeten door de bekende Amerikaanse acteur en regisseur Quentin Tarantino die verklaarde dat hij was gefascineerd door de film C'est arrivé près de chez vous.
Voor Une place sur la Terre uit 2013 ontving hij de Magritte voor beste acteur.

## Filmografie
- Pas de C4 pour Daniel-Daniel, korte film, 1988
- C'est arrivé près de chez vous van Rémy Belvaux, André Bonzel en Benoît Poelvoorde, 1992
- Film belge, 1993
- Les Randonneurs van Philippe Harel, 1997
- Le Signaleur, korte film, 1997
- Les Convoyeurs attendent van Benoît Mariage, 1998
- Les Portes de la gloire, 2000
- Le Vélo de Ghislain Lambert van Philippe Harel, 2001
- Le Boulet van Alain Berberian, 2002
- La Vie politique des Belges van Jan Bucquoy, 2002
- Podium van Yann Moix, 2004
- Atomik Circus van de broers Poiraud, 2004
- Narco, 2004
- Aaltra van Benoît Delépine en Gustave Kervern, 2004
- Cinéastes à tout prix van Frédéric Sojcher, 2004
- Akoibon van Édouard Baer, 2005
- Entre ses mains van Anne Fontaine, 2005
- Du jour au lendemain van Philippe Le Guay, 2006
- Cowboy van Benoît Mariage, 2007
- Astérix aux jeux Olympics van Thomas Langmann en Frédéric Forestier, 2008
- Coco avant Chanel van Anne Fontaine, 2009
- Paniek in het dorp van Stéphane Aubier en Vincent Patar, 2009
- Rien à déclarer van Dany Boon, 2010
- Les emotif anonymes, 2010
- Mon pire cauchemar van Anne Fontaine, 2011
- Une place sur la Terre van Fabienne Godet, 2013
- 3 cœurs van Benoît Jacquot, 2014
- Les Rayures du Zèbre van Benoît Mariage, 2014
- Le Tout Nouveau Testament van Jaco Van Dormael, 2015
- Saint Amour van Benoît Delépine en Gustave de Kervern, 2016
- Le Grand Bain van Gilles Lellouche, 2018
- Au poste ! van Quentin Dupieux, 2018
- Adoration van Fabrice Du Welz, 2019
- Effacer l'historique van Benoît Delépine en Gustave Kervern, 2020
- Inexorable van Fabrice Du Welz, 2021
- En Place, 2023